# Larinioides subinermis
Larinioides subinermis is een spinnensoort uit de familie wielwebspinnen. Deze spin komt voor in Ethiopië. De soort werd in 1940 wetenschappelijk beschreven.